# Ancorella paulini
Ancorella paulini är en svampdjursart som beskrevs av Lendenfeld 1907. Ancorella paulini ingår i släktet Ancorella och familjen Pachastrellidae. Inga underarter finns listade i Catalogue of Life.